# Helicopsis paulhessei
Helicopsis paulhessei is een slakkensoort uit de familie van de Hygromiidae. De wetenschappelijke naam van de soort is voor het eerst geldig gepubliceerd in 1936 door Lindholm.